# Lista procesorów Sempron

## Procesory 32-bitowe

### Jądro 'Thorton' (130nm)
| Model         | Częstotliwość | Cache L1  | Cache L2 | FSB | Mnożnik | Napięcie rdzenia | TDP  | Temp. maks. | Podstawka      | Numer katalogowy |
| ------------- | ------------- | --------- | -------- | --- | ------- | ---------------- | ---- | ----------- | -------------- | ---------------- |
| Sempron 2200+ | 1500 MHz      | 64+64 KiB | 256 KiB  | 166 | 9x      | 1,60 V           | 62 W | 90 °C       | Socket A (462) | SDC2200DUT3D     |
| Sempron 2400+ | 1667 MHz      | 64+64 KiB | 256 KiB  | 166 | 10x     | 1,60 V           | N/A  | 90 °C       | Socket A (462) | SDC2400DUT3D     |
| Sempron 2600+ | 1833 MHz      | 64+64 KiB | 256 KiB  | 166 | 11x     | 1,60 V           | N/A  | 90 °C       | Socket A (462) | SDC2600DUT3D     |
| Sempron 2800+ | 2000 MHz      | 64+64 KiB | 256 KiB  | 166 | 12x     | 1,60 V           | 62 W | 90 °C       | Socket A (462) | SDC2800DUT3D     |

### Jądro 'Thoroughbred A/B' (130nm)
| Model         | Częstotliwość | Cache L1  | Cache L2 | FSB | Mnożnik | Napięcie rdzenia | TDP  | Temp. maks. | Podstawka      | Numer katalogowy |
| ------------- | ------------- | --------- | -------- | --- | ------- | ---------------- | ---- | ----------- | -------------- | ---------------- |
| Sempron 2200+ | 1500 MHz      | 64+64 KiB | 256 KiB  | 166 | 9x      | 1,60 V           | 62 W | 90 °C       | Socket A (462) | SDA2200DUT3D     |
| Sempron 2300+ | 1583 MHz      | 64+64 KiB | 256 KiB  | 166 | 9,5x    | 1,60 V           | 62 W | 90 °C       | Socket A (462) | SDA2300DUT3D     |
| Sempron 2400+ | 1667 MHz      | 64+64 KiB | 256 KiB  | 166 | 10x     | 1,60 V           | 62 W | 90 °C       | Socket A (462) | SDA2400DUT3D     |
| Sempron 2500+ | 1750 MHz      | 64+64 KiB | 256 KiB  | 166 | 10,5x   | 1,60 V           | 62 W | 90 °C       | Socket A (462) | SDA2500DUT3D     |
| Sempron 2600+ | 1833 MHz      | 64+64 KiB | 256 KiB  | 166 | 11x     | 1,60 V           | 62 W | 90 °C       | Socket A (462) | SDA2600DUT3D     |
| Sempron 2800+ | 2000 MHz      | 64+64 KiB | 256 KiB  | 166 | 12x     | 1,60 V           | 62 W | 90 °C       | Socket A (462) | SDA2800DUT3D     |

### Jądro 'Barton' (130nm)
| Model         | Częstotliwość | Cache L1  | Cache L2 | FSB | Mnożnik | Napięcie rdzenia | TDP  | Temp. maks. | Podstawka      | Numer katalogowy |
| ------------- | ------------- | --------- | -------- | --- | ------- | ---------------- | ---- | ----------- | -------------- | ---------------- |
| Sempron 3000+ | 2000 MHz      | 64+64 KiB | 512 KiB  | 166 | 12x     | 1,60 V           | 62 W | 90 °C       | Socket A (462) | SDA3000DUT4D     |
| Sempron 3300+ | 2200 MHz      | 64+64 KiB | 512 KiB  | 200 | 11x     | 1,65 V           | 64 W | 90 °C       | Socket A (462) | SDA3300DKV4E     |

## Procesory 64-bitowe

### Jądro 'Paris' (130nmSOI)
| Model         | Częstotliwość | Cache L1  | Cache L2 | HTT     | Mnożnik | Napięcie rdzenia | Podstawka  | Numer katalogowy |
| ------------- | ------------- | --------- | -------- | ------- | ------- | ---------------- | ---------- | ---------------- |
| Sempron 3000+ | 1,8 GHz       | 64+64 KiB | 128 KiB  | 200 MHz | 9x      | 1,4 V            | Socket 754 | SDA3000AIP2AX    |
| Sempron 3100+ | 1,8 GHz       | 64+64 KiB | 256 KiB  | 200 MHz | 9x      | 1,4 V            | Socket 754 | SDA3100AIP3AX    |
| Sempron 3400+ | 2 GHz         | 64+64 KiB | 256 KiB  | 200 MHz | 10x     | 1,4 V            | Socket 754 | SDA3400AIP3AX    |

### Jądro 'Palermo' (90nm SOI)
| Model         | Częstotliwość | Cache L1  | Cache L2 | HTT     | Mnożnik | Napięcie rdzenia | Podstawka  | Numer katalogowy |
| ------------- | ------------- | --------- | -------- | ------- | ------- | ---------------- | ---------- | ---------------- |
| Sempron 2500+ | 1,4 GHz       | 64+64 KiB | 256 KiB  | 200 MHz | 7x      | 1,4V             | Socket 754 | SDA2500AIO3BX    |
| Sempron 2600+ | 1,6 GHz       | 64+64 KiB | 128 KiB  | 200 MHz | 8x      | 1,4V             | Socket 754 | SDA2600AIO2__    |
| Sempron 2800+ | 1,6 GHz       | 64+64 KiB | 256 KiB  | 200 MHz | 8x      | 1,4V             | Socket 754 | SDA2800AIO3__    |
| Sempron 3000+ | 1,8 GHz       | 64+64 KiB | 128 KiB  | 200 MHz | 9x      | 1,4V             | Socket 754 | SDA3000AIO2BX    |
| Sempron 3100+ | 1,8 GHz       | 64+64 KiB | 256 KiB  | 200 MHz | 9x      | 1,4V             | Socket 754 | SDA3100AIO3__    |
| Sempron 3300+ | 2 GHz         | 64+64 KiB | 128 KiB  | 200 MHz | 10x     | 1,4V             | Socket 754 | SDA3300AIO2__    |
| Sempron 3400+ | 2 GHz         | 64+64 KiB | 256 KiB  | 200 MHz | 10x     | 1,4 V            | Socket 754 | SDA3400AIP3BX    |
| Sempron 3000+ | 1,8 GHz       | 64+64 KiB | 128 KiB  | 200 MHz | 9x      | 1,35/1,4 V       | Socket 939 | SDA3000DI02__    |
| Sempron 3200+ | 1,8 GHz       | 64+64 KiB | 256 KiB  | 200 MHz | 9x      | 1,35/1,4 V       | Socket 939 | SDA3200DIO3__    |
| Sempron 3400+ | 2 GHz         | 64+64 KiB | 128 KiB  | 200 MHz | 10x     | 1,35/1,4 V       | Socket 939 | SDA3400DIO2BW    |
| Sempron 3500+ | 2 GHz         | 64+64 KiB | 256 KiB  | 200 MHz | 10x     | 1,35/1,4 V       | Socket 939 | SDA3500DIO3BW    |

### Jądro 'Manila' (90nm SOI)
| Model         | Częstotliwość | Cache L1  | Cache L2 | HTT     | Mnożnik | Napięcie rdzenia | TDP  | Temp. maks. | Podstawka  | Numer katalogowy |
| ------------- | ------------- | --------- | -------- | ------- | ------- | ---------------- | ---- | ----------- | ---------- | ---------------- |
| Sempron 2800+ | 1600 MHz      | 64+64 KiB | 128 KiB  | 200 MHz | 8x      | 1,25/1,35/1,40 V | 62 W | 55-69 °C    | Socket AM2 | SDA2800IAA2CN    |
| Sempron 3000+ | 1600 MHz      | 64+64 KiB | 256 KiB  | 200 MHz | 8x      | 1,20/1,25 V      | 35 W | 78 °C       | Socket AM2 | SDD3000IAA3CN    |
| Sempron 3000+ | 1600 MHz      | 64+64 KiB | 256 KiB  | 200 MHz | 8x      | 1,25/1,35/1,40 V | 62 W | 55-69 °C    | Socket AM2 | SDA3000IAA3CN    |
| Sempron 3200+ | 1800 MHz      | 64+64 KiB | 128 KiB  | 200 MHz | 9x      | 1,35/1,40 V      | 62 W | 55-69 °C    | Socket AM2 | SDA3200IAA2CW    |
| Sempron 3200+ | 1800 MHz      | 64+64 KiB | 128 KiB  | 200 MHz | 9x      | 1,25/1,35/1,40 V | 62 W | 55-69 °C    | Socket AM2 | SDA3200IAA2CN    |
| Sempron 3200+ | 1800 MHz      | 64+64 KiB | 128 KiB  | 200 MHz | 9x      | 1,20/1,25 V      | 35 W | 78 °C       | Socket AM2 | SDD3200IAA2CN    |
| Sempron 3400+ | 1800 MHz      | 64+64 KiB | 256 KiB  | 200 MHz | 9x      | 1,20/1,25 V      | 35 W | 78 °C       | Socket AM2 | SDD3400IAA3CN    |
| Sempron 3400+ | 1800 MHz      | 64+64 KiB | 256 KiB  | 200 MHz | 9x      | 1,35/1,40 V      | 62 W | 55-69 °C    | Socket AM2 | SDA3400IAA3CW    |
| Sempron 3400+ | 1800 MHz      | 64+64 KiB | 256 KiB  | 200 MHz | 9x      | 1,25/1,35/1,40 V | 62 W | 55-69 °C    | Socket AM2 | SDA3400IAA3CN    |
| Sempron 3500+ | 2000 MHz      | 64+64 KiB | 128 KiB  | 200 MHz | 10x     | 1,25/1,35/1,40 V | 62 W | 55-69 °C    | Socket AM2 | SDA3500IAA2CN    |
| Sempron 3500+ | 2000 MHz      | 64+64 KiB | 128 KiB  | 200 MHz | 10x     | 1,20/1,25 V      | 35 W | 78 °C       | Socket AM2 | SDD3500IAA2CN    |
| Sempron 3600+ | 2000 MHz      | 64+64 KiB | 256 KiB  | 200 MHz | 10x     | 1,25/1,35/1,40 V | 62 W | 55-69 °C    | Socket AM2 | SDA3600IAA3CN    |
| Sempron 3800+ | 2200 MHz      | 64+64 KiB | 256 KiB  | 200 MHz | 11x     | 1,25/1,35/1,40 V | 62 W | 55-69 °C    | Socket AM2 | SDA3800IAA3CN    |

### Jądro 'Sparta' (65nm SOI)
| Model           | Częstotliwość | Cache L1  | Cache L2 | HTT     | Mnożnik | Napięcie rdzenia | TDP  | Temp. maks. | Podstawka  | Numer katalogowy |
| --------------- | ------------- | --------- | -------- | ------- | ------- | ---------------- | ---- | ----------- | ---------- | ---------------- |
| Sempron LE-1100 | 1900 MHz      | 64+64 KiB | 256 KiB  | 200 MHz | 9,5x    | 1,2/1,4 V        | 45 W | N/A         | Socket AM2 | N/A              |
| Sempron LE-1150 | 2000 MHz      | 64+64 KiB | 256 KiB  | 200 MHz | 10x     | 1,2/1,4 V        | 45 W | N/A         | Socket AM2 | N/A              |
| Sempron LE-1200 | 2100 MHz      | 64+64 KiB | 512 KiB  | 200 MHz | 10,5x   | 1,2/1,4 V        | 45 W | N/A         | Socket AM2 | N/A              |
| Sempron LE-1250 | 2200 MHz      | 64+64 KiB | 512 KiB  | 200 MHz | 11x     | 1,2/1,4 V        | 45 W | N/A         | Socket AM2 | N/A              |
| Sempron LE-1300 | 2300 MHz      | 64+64 KiB | 512 KiB  | 200 MHz | 11,5x   | 1,2/1,4 V        | 45 W | N/A         | Socket AM2 | N/A              |

### Jądro 'Brisbane' (65nm SOI)
| Model           | Częstotliwość | Cache L1    | Cache L2    | HTT     | Mnożnik | Napięcie rdzenia | TDP  | Temp. maks. | Podstawka  | Numer katalogowy |
| --------------- | ------------- | ----------- | ----------- | ------- | ------- | ---------------- | ---- | ----------- | ---------- | ---------------- |
| Sempron X2 2100 | 1800 MHz      | 2 x 128 KiB | 2 x 256 KiB | 200 MHz | 9x      | 1,2/1,4 V        | 65 W | N/A         | Socket AM2 | SDO2100IAA4DO    |
| Sempron X2 2200 | 2000 MHz      | 2 x 128 KiB | 2 x 256 KiB | 200 MHz | 10x     | 1,2/1,4 V        | 65 W | N/A         | Socket AM2 | SDO2200IAA4DO    |
| Sempron X2 2300 | 2200 MHz      | 2 x 128 KiB | 2 x 256 KiB | 200 MHz | 11x     | 1,2/1,4 V        | 65 W | N/A         | Socket AM2 | SDO2300IAA4DO    |

### Jądro 'Sargas' (45nm SOI)
| Model          | Rewizja | Częstotliwość | Cache L1   | Cache L2 | HTT     | Mnożnik | Napięcie rdzenia | TDP  | Temp. maks. | Podstawka       | Numer katalogowy |
| -------------- | ------- | ------------- | ---------- | -------- | ------- | ------- | ---------------- | ---- | ----------- | --------------- | ---------------- |
| Sempron X1 140 | C2      | 2700 MHz      | 2 x 64 KiB | 1MiB     | 200 MHz | 13.5x   | 0.85-1.35 V      | 45 W | 65          | Socket AM3/AM2+ | SDX140HBK13GQ    |
| Sempron X1 145 | C3      | 2800 MHz      | 2 x 64 KiB | 1MiB     | 200 MHz | 14x     | 0.85-1.35 V      | 45 W | 65          | Socket AM3/AM2+ | SDX145HBK13GM    |
| Sempron X1 150 | C3      | 2900 MHz      | 2 x 64 KiB | 1MiB     | 200 MHz | 14.5x   | 0.85-1.35 V      | 45 W | 65          | Socket AM3/AM2+ | SDX150HBK13GM    |

### Jądro 'Regor' (45nm SOI)
| Model       | Częstotliwość | Cache L1  | Cache L2  | HTT     | Mnożnik | Napięcie rdzenia | TDP  | Temp. maks. | Podstawka  | Numer katalogowy |
| ----------- | ------------- | --------- | --------- | ------- | ------- | ---------------- | ---- | ----------- | ---------- | ---------------- |
| Sempron 180 | 2400 MHz      | 2 x 64 KB | 2x 512 KB | 200 MHz | 12x     | 0.825 - 1.35 V   | 45 W | N/A         | Socket AM3 | SDX180HDK22GM    |
| Sempron 190 | 2500 MHz      | 2 x 64 KB | 2x 512 KB | 200 MHz | 12.5x   | 0.825 - 1.35 V   | 45 W | N/A         | Socket AM3 | SDX190HDK22GM    |

## Procesory mobilne - Mobile Sempron

### Jądro 'Dublin' (130nm)
- Wszystkie modele obsługują: MMX, SSE, SSE2, 3DNow!(+), NX bit

| Model                | Częstotliwość | Cache L2 | HTT     | Mnożnik | Napięcie     | Podstawka  | TDP     | Data wprowadzenia | Numer katalogowy |
| -------------------- | ------------- | -------- | ------- | ------- | ------------ | ---------- | ------- | ----------------- | ---------------- |
| Mobile Sempron 2600+ | 1600 MHz      | 128 KiB  | 200 MHz | 8x      | 0,95-1,4 V   | Socket 754 | 13-62 W | 28 lipca 2004     | SMN2600BIX2AY    |
| Mobile Sempron 2800+ | 1600 MHz      | 256 KiB  | 200 MHz | 8x      | 0,95-1.4 V   | Socket 754 | 13-62 W | 28 lipca 2004     | SMN2800BIX3AY    |
| Mobile Sempron 3000+ | 1800 MHz      | 128 KiB  | 200 MHz | 9x      | 0,95-1.4 V   | Socket 754 | 13-62 W | 28 lipca 2004     | SMN3000BIX2AY    |
| Mobile Sempron 2600+ | 1600 MHz      | 128 KiB  | 200 MHz | 8x      | 0,975-1,25 V | Socket 754 | 9-25 W  | 28 lipca 2004     | SMS2600BOX2LA    |
| Mobile Sempron 2800+ | 1600 MHz      | 256 KiB  | 200 MHz | 8x      | 0,975-1,25 V | Socket 754 | 9-25 W  | 28 lipca 2004     | SMS2800BOX3LA    |

### Jądro 'Georgetown' (90nm)
- Wszystkie modele obsługują: MMX, SSE, SSE2, 3DNow!(+), NX bit

| Model                | Częstotliwość | Cache L2 | HTT     | Mnożnik | Napięcie   | Podstawka  | TDP  | Data wprowadzenia | Numer katalogowy |
| -------------------- | ------------- | -------- | ------- | ------- | ---------- | ---------- | ---- | ----------------- | ---------------- |
| Mobile Sempron 2600+ | 1600 MHz      | 128 KiB  | 200 MHz | 8x      | 0,95-1,4 V | Socket 754 | 62 W | N/A               | SMN2600BIX2BA    |
| Mobile Sempron 2800+ | 1600 MHz      | 256 KiB  | 200 MHz | 8x      | 0,95-1,4 V | Socket 754 | 62 W | N/A               | SMN2800BIX3BA    |
| Mobile Sempron 3000+ | 1800 MHz      | 128 KiB  | 200 MHz | 9x      | 0,95-1,4 V | Socket 754 | 62 W | N/A               | SMN3000BIX2BA    |
| Mobile Sempron 3100+ | 1800 MHz      | 256 KiB  | 200 MHz | 9x      | 0,95-1,4 V | Socket 754 | 62 W | 3 maja 2005       | SMN3100BIX3BA    |
| Mobile Sempron 3300+ | 2000 MHz      | 128 KiB  | 200 MHz | 10x     | 0,95-1,4 V | Socket 754 | 62 W | 19 sierpnia 2005  | SMN3300BIX2BA    |

### Jądro 'Sonora' (90 nm)
- Wszystkie modele obsługują: MMX, SSE, SSE2, 3DNow!(+), NX bit

| Model                | Częstotliwość | Cache L2 | HTT     | Mnożnik | Napięcie     | Podstawka  | TDP  | Data wprowadzenia | Numer katalogowy |
| -------------------- | ------------- | -------- | ------- | ------- | ------------ | ---------- | ---- | ----------------- | ---------------- |
| Mobile Sempron 2600+ | 1600 MHz      | 128 KiB  | 200 MHz | 8x      | 0,975-1,25 V | Socket 754 | 25 W | N/A               | SMS2600BOX2LB    |
| Mobile Sempron 2800+ | 1600 MHz      | 256 KiB  | 200 MHz | 8x      | 0,975-1,25 V | Socket 754 | 25 W | N/A               | SMS2800BOX3LB    |
| Mobile Sempron 3000+ | 1800 MHz      | 128 KiB  | 200 MHz | 9x      | 0,975-1,25 V | Socket 754 | 25 W | 23 listopada 2004 | SMS3000BOX2LB    |
| Mobile Sempron 3100+ | 1800 MHz      | 256 KiB  | 200 MHz | 9x      | 0,975-1,25 V | Socket 754 | 25 W | Styczeń 2005      | SMS3100BOX3LB    |

### Jądro 'Albany' (90 nm)
- Wszystkie modele obsługują: MMX, SSE, SSE2, 3DNow!(+), NX bit

| Model                | Częstotliwość | Cache L2 | HTT     | Mnożnik | Napięcie   | Podstawka  | TDP  | Data wprowadzenia | Numer katalogowy |
| -------------------- | ------------- | -------- | ------- | ------- | ---------- | ---------- | ---- | ----------------- | ---------------- |
| Mobile Sempron 3000+ | 1800 MHz      | 128 KiB  | 200 MHz | 9x      | 0,95-1,4 V | Socket 754 | 62 W | 15 lipca 2005     | SMN3000BIX2BX    |
| Mobile Sempron 3100+ | 1800 MHz      | 256 KiB  | 200 MHz | 9x      | 0,95-1,4 V | Socket 754 | 62 W | 15 lipca 2005     | SMN3100BIX3BX    |
| Mobile Sempron 3300+ | 2000 MHz      | 128 KiB  | 200 MHz | 10x     | 0,95-1,4 V | Socket 754 | 62 W | 15 lipca 2005     | SMN3300BIX2BX    |
| Mobile Sempron 3400+ | 2000 MHz      | 256 KiB  | 200 MHz | 10x     | 0,95-1,4 V | Socket 754 | 62 W | 23 stycznia 2006  | SMN3400BIX3BX    |
| Mobile Sempron 3600+ | 2200 MHz      | 128 KiB  | 200 MHz | 11x     | 0,95-1,4 V | Socket 754 | 62 W | 17 maja 2006      | SMN3600BIX2BX    |

### Jądro 'Roma' (90 nm)
- Wszystkie modele obsługują: MMX, SSE, SSE2, SSE3, 3DNow!(+), NX bit

| Model                | Częstotliwość | Cache L2 | HTT     | Mnożnik | Napięcie   | Podstawka  | TDP  | Data wprowadzenia | Numer katalogowy            |
| -------------------- | ------------- | -------- | ------- | ------- | ---------- | ---------- | ---- | ----------------- | --------------------------- |
| Mobile Sempron 2800+ | 1600 MHz      | 256 KiB  | 200 MHz | 8x      | 0,95-1,2 V | Socket 754 | 25 W | 15 lipca 2005     | SMS2800BQX3LF               |
| Mobile Sempron 3000+ | 1800 MHz      | 128 KiB  | 200 MHz | 9x      | 0,95-1,2 V | Socket 754 | 25 W | 15 lipca 2005     | SMS3000BQX2LE SMS3000BQX2LF |
| Mobile Sempron 3100+ | 1800 MHz      | 256 KiB  | 200 MHz | 9x      | 0,95-1,2 V | Socket 754 | 25 W | 15 lipca 2005     | SMS3100BQX3LE               |
| Mobile Sempron 3300+ | 2000 MHz      | 128 KiB  | 200 MHz | 10x     | 0,95-1,2 V | Socket 754 | 25 W | 15 lipca 2005     | SMS3300BQX2LE               |
| Mobile Sempron 3400+ | 2000 MHz      | 256 KiB  | 200 MHz | 10x     | 0,95-1,2 V | Socket 754 | 25 W | 17 maja 2006      | SMS3400BQX3LE               |

### Jądro 'Keene' (90nm)
- Wszystkie modele obsługują: MMX, SSE, SSE2, SSE3, 3DNow!(+), NX bit, AMD64

| Model                | Częstotliwość | Cache L2 | HTT     | Mnożnik | Napięcie        | Podstawka | TDP  | Data wprowadzenia    | Numer katalogowy |
| -------------------- | ------------- | -------- | ------- | ------- | --------------- | --------- | ---- | -------------------- | ---------------- |
| Sempron 2100+        | 1000 MHz      | 256 KiB  | 200 MHz | 5x      | 0,950 - 1,125 V | Socket S1 | 9 W  | 30 maja 2007         | N/A              |
| Mobile Sempron 3200+ | 1600 MHz      | 512 KiB  | 200 MHz | 8x      | 0,950 - 1,125 V | Socket S1 | 25 W | 17 maja 2006         | SMS3200HAX4CM    |
| Mobile Sempron 3400+ | 1800 MHz      | 256 KiB  | 200 MHz | 9x      | 0,950 - 1,125 V | Socket S1 | 25 W | 17 maja 2006         | SMS3400HAX3CM    |
| Mobile Sempron 3500+ | 1800 MHz      | 512 KiB  | 200 MHz | 9x      | 0,950 - 1,125 V | Socket S1 | 25 W | 17 maja 2006         | SMS3500HAX4CM    |
| Mobile Sempron 3600+ | 2000 MHz      | 256 KiB  | 200 MHz | 10x     | 0,950 - 1,125 V | Socket S1 | 25 W | 23 października 2006 | SMS3600HAX3CM    |